# Tipo de interés real
En finanzas, el tipo o tasa de interés real es la rentabilidad nominal de un activo descontando la pérdida de valor del dinero a causa de la inflación. Su valor aproximado puede obtenerse restando al tipo de interés nominal y la tasa de inflación. Pero solo si la tasa de inflación no es demasiado grande, el tipo de interés real será aproximadamente el tipo nominal menos la inflación; en caso contrario hay que tener en cuenta los tipos de interés y la inflación en cada período.
El tipo de interés real es una de las variables macroeconómicas más importantes ya que influye decisivamente en las inversiones, la petición de créditos así como el consumo.
El tipo de interés real para un inversor coincide con la rentabilidad que un inversor espera extraer de su inversión, aunque conviene recordar que diferentes tipos de inversiones tendrán diferentes intereses nominales y diferentes tasas de inflación esperada, por lo que para una economía no existe un único tipo de interés real, sino uno diferente para cada inversión. Así si en un caso concreto el banco ofrece un interés nominal del 5% por un depósito bancario, y la tasa esperada de inflación es del 2% el tipo de interés real esperado es de 3% (=5% -2%). Puesto que la tasa de inflación no se conoce de antemano, el tipo de interés real depende de la volatilidad financiera y por tanto esta incertidumbre sobre su valor comporta un riesgo tanto para el prestamista como para el tomador del préstamo.
En teoría macroeconómica, la hipótesis de Fisher determina la tasa de interés real con la tasa nominal y la inflación esperada.

## Introducción
En economía y finanzas, una persona o entidad financiera que presta dinero a otros esperando que le sea devuelto al cabo de un tiempo espera ser compensado por ello, en concreto lo común es prestarlo con la expectativa de que le sea devuelta una cantidad ligeramente superior a la inicialmente prestada, que le compense por la dilación de su consumo, la inconveniencia de no poder hacer uso de ese dinero durante un tiempo, etc. Además esperará recibir compensación del riesgo asociado a que el préstamo no le sea devuelto o de que la cantidad que le sea devuelta tenga una capacidad de compra inferior (pérdida de poder adquisitivo) por culpa de la inflación. Estos tres tipos de riesgo son los riegos sistemáticos, riesgos regulatorios y riesgos inflacionarios.
El prestamista fijará un tipo de interés nominal (TIN) que tendrá en cuenta los tres tipos de factores, de tal manera que al final, recibirá la cantidad inicial más una fracción de esa cantidad dada por el tipo de interés nominal: 

{\displaystyle K_{f}=K_{0}(1+i_{N})\,}

Donde:
{\displaystyle K_{0}\,} es la cantidad inicial o capital inicial prestado.
{\displaystyle K_{f}\,} es la cantidad final o capital que debe ser devuelto.
{\displaystyle i_{N}={\mbox{TIN}}\,} es la tasa de interés nominal.
El riesgo sistemático incluye la posibilidad de que el tomador de préstamo no pueda devolverlo a tiempo según las condiciones inicialmente acordadas. El riesgo regulatorio incluye la posibilidad de que alguna reforma impositiva o legal obligue a pagar al prestamista alguna cantidad diferente de la inicialmente prevista. El tercer tipo de riesgo, el riesgo inflacionario, tiene en cuenta que el dinero devuelto puede no tener tanto poder de compra como el original, ya que si los precios han subido se podrán comprar menos cosas con la misma cantidad de dinero.
Si en el segundo término se factoriza en el término de la tasa de interés, el riesgo inflacionario del resto de riesgos se tiene la ecuación de Fisher que relaciona el tipo de interés nominal y el tipo de interés real o ajustado según inflación:

{\displaystyle (1+i_{N})=(1+i_{R})(1+\pi ),\qquad \Rightarrow \quad i_{R}={\frac {1+i_{N}}{1+\pi }}-1\approx i_{N}-\pi }

Donde:
{\displaystyle i_{N}={\mbox{TIN}}\,} es la tasa de interés nominal.
{\displaystyle i_{R}={\mbox{TIR}}\,} es la tasa de interés real.
{\displaystyle \pi \,} es la tasa de inflación.

## Tipo de interés de equilibrio o natural
Se denomina tipo de interés real de equilibrio al que iguala la oferta -ahorro- a la demanda -inversión-. Es decir, aquel que equipara la productividad marginal del capital con la cantidad con la que se debe retribuir a los ahorradores por mantener su dinero en depósito en vez de consumir.
Este concepto está vinculado al concepto de tipo de interés real «natural» que utilizado habitualmente cuando se habla de ciclos económicos, que es aquel que permite el uso de todos los recursos productivos sin que se produzcan fricciones financieras o reales; aspectos que fueron tratados por Knut Wicksell en relación con el marginalismo-.

Evolución del Euribor a un año (rojo), a tres meses (azul) y a una semana (verde) desde enero de 1999 hasta 2016. Los picos máximos del euribor interanual se alcanzaron en 1994 (6,6%), 2000 (5,2%) y en 2008 (5,526%). Desde entonces se ha reducido significativamente hasta alcanzar valores negativos: el 20 de octubre de 2016 fue de -0,073% a un año, de 0,313% a tres meses y de -0,385 a una semana.

## Tipos de interés reales negativos
A diferencia de lo que sucede con los tipos de interés nominales, que suelen ser siempre positivos, el tipo de interés real puede llegar a ser negativo cuando la tasa de inflación real supera el tipo de interés nominal acordado entre un prestamista y el tomador del préstamo:

{\displaystyle {\text{TIN}}<\pi \quad \Rightarrow \quad {\text{TIR}}={\frac {1+{\text{TIN}}}{1+\pi }}-1<0}

Los tipo de interés reales negativos son perjudiciales para los prestamistas y beneficiosos para los que tomaron prestado.
En ocasiones el tipo de interés nominal o TIN del que se parte resulta que es un interés negativo como así ha ocurrido con el euribor durante 2016 debido al estancamiento de la economía y la política monetaria de créditos bajos. Si además tenemos en cuenta la inflación los tipos de interés real serán todavía más negativos.